# Nieulle-sur-Seudre
Nieulle-sur-Seudre és un municipi francès situat al departament del Charente Marítim i a la regió de la Nova Aquitània. L'any 2007 tenia 846 habitants.

## Demografia

### Població
El 2007 la població de fet de Nieulle-sur-Seudre era de 846 persones. Hi havia 338 famílies de les quals 79 eren unipersonals (35 homes vivint sols i 44 dones vivint soles), 120 parelles sense fills, 120 parelles amb fills i 19 famílies monoparentals amb fills.
La població ha evolucionat segons el següent gràfic:
Habitants censats

### Habitatges
El 2007 hi havia 420 habitatges, 337 eren l'habitatge principal de la família, 50 eren segones residències i 32 estaven desocupats. 391 eren cases i 22 eren apartaments. Dels 337 habitatges principals, 254 estaven ocupats pels seus propietaris, 76 estaven llogats i ocupats pels llogaters i 8 estaven cedits a títol gratuït; 1 tenia una cambra, 12 en tenien dues, 43 en tenien tres, 115 en tenien quatre i 168 en tenien cinc o més. 276 habitatges disposaven pel capbaix d'una plaça de pàrquing. A 151 habitatges hi havia un automòbil i a 169 n'hi havia dos o més.

### Piràmide de població
La piràmide de població per edats i sexe el 2009 era:
| Homes | Edats   | Dones |
| ----- | ------- | ----- |
| 0     | 95 o +  | 0     |
| 4     | 90 a 94 | 0     |
| 8     | 85 a 89 | 4     |
| 4     | 80 a 84 | 4     |
| 20    | 75 a 79 | 28    |
| 8     | 70 a 74 | 16    |
| 16    | 65 a 69 | 8     |
| 12    | 60 a 64 | 24    |
| 16    | 55 a 59 | 8     |
| 36    | 50 a 54 | 28    |
| 16    | 45 a 49 | 8     |
| 28    | 40 a 44 | 16    |
| 36    | 35 a 39 | 24    |
| 20    | 30 a 34 | 36    |
| 8     | 25 a 29 | 12    |
| 8     | 20 a 24 | 12    |
| 16    | 15 a 19 | 0     |
| 24    | 10 a 14 | 40    |
| 36    | 5 a 9   | 24    |
| 20    | 0 a 4   | 24    |

## Economia
El 2007 la població en edat de treballar era de 531 persones, 402 eren actives i 129 eren inactives. De les 402 persones actives 361 estaven ocupades (192 homes i 169 dones) i 41 estaven aturades (18 homes i 23 dones). De les 129 persones inactives 70 estaven jubilades, 27 estaven estudiant i 32 estaven classificades com a «altres inactius».

### Ingressos
El 2009 a Nieulle-sur-Seudre hi havia 407 unitats fiscals que integraven 1.033 persones, la mediana anual d'ingressos fiscals per persona era de 15.235 €.

### Activitats econòmiques
Dels 31 establiments que hi havia el 2007, 1 era d'una empresa alimentària, 2 d'empreses de fabricació d'altres productes industrials, 13 d'empreses de construcció, 4 d'empreses de comerç i reparació d'automòbils, 1 d'una empresa de transport, 2 d'empreses d'hostatgeria i restauració, 1 d'una empresa immobiliària, 5 d'empreses de serveis i 2 d'empreses classificades com a «altres activitats de serveis».
Dels 9 establiments de servei als particulars que hi havia el 2009, 5 eren paletes, 2 guixaires pintors, 1 fusteria i 1 perruqueria.
Dels 3 establiments comercials que hi havia el 2009, 1 era una botiga de menys de 120 m², 1 una fleca i 1 una botiga de material esportiu.
L'any 2000 a Nieulle-sur-Seudre hi havia 19 explotacions agrícoles que ocupaven un total de 735 hectàrees.

## Equipaments sanitaris i escolars
El 2009 hi havia una escola elemental integrada dins d'un grup escolar amb les comunes properes formant una escola dispersa.

## Poblacions més properes
El següent diagrama mostra les poblacions més properes.